# Massans psykologi
Massans psykologi (franska: Psychologie des Foules) är ett socialpsykologiskt verk av Gustave Le Bon, som publicerades första gången år 1895. Det översattes till svenska år 1912 och utgavs i nytryck år 2016.

## Tes
I boken hävdar Le Bon att det finns flera masspsykologiska särdrag: "impulsivitet, lättretlighet, oförmåga att resonera, avsaknad av omdöme, överdrivna känslor m.m." Le Bon hävdar att "en individ som är nedsänkt under en längre tid i en folkmassa snart befinner sig – antingen till följd av magnetiskt inflytande från folkmassan eller av någon annan orsak om vilken vi är okunniga – i ett speciellt tillstånd, som mycket liknar fascinationstillståndet i vilket den hypnotiserade individen befinner sig i händerna på hypnotisatorn."

## Inflytande
Idéerna i Massans psykologi kom att påverka de totalitära diktatorerna Lenin, Mussolini och Hitler. Till skillnad från dessa hyllade Le Bon emellertid konservativa och reaktionära värderingar; med sina teoretiska studier ville han varna för de inneboende farorna i massrörelser (såsom kommunismen och senare även fascismen och nazismen) vilka hotade att förgöra det traditionella samhället med dess fasta normer och sociala stabilitet. Även Theodore Roosevelt och progressiva amerikaner i början av 1900-talet var djupt påverkade av Le Bons verk. Andra som har påverkats av verket är Freud och José Ortega y Gasset.

## Innehållsförteckning
- Inledning: Massornas tidsålder
- Första boken: Massornas mentalitet
  - Kapitel I: Allmän karaktäristik av massorna – den psykologiska lagen för deras mentala enhetlighet
  - Kapitel II: Massornas känslor och moral
  - Kapitel III: Massornas idéer, tänkesätt och fantasi
  - Kapitel IV: Olika religiösa former för massornas övertygelser
- Andra boken: Massornas tro och åskådning
  - Kapitel I: Medelbara och omedelbara faktorer i massornas tro och åsikter
  - Kapitel II: Omedelbara faktorer i massornas tänkesätt
  - Kapitel III: Folkledare och deras förmåga att påverka massorna
  - Kapitel IV: Gränsen för övertygelsers och åsikters variabilitet
- Tredje boken: Olika kategorier av massor och deras klassifikation
  - Kapitel I: Massornas klassifikation
  - Kapitel II: Så kallade kriminella massor
  - Kapitel III: Assisdomstolarnas jurymän
  - Kapitel IV: Väljarmassorna
  - Kapitel V: Representantmassorna[8]